# Niccolò da Bologna

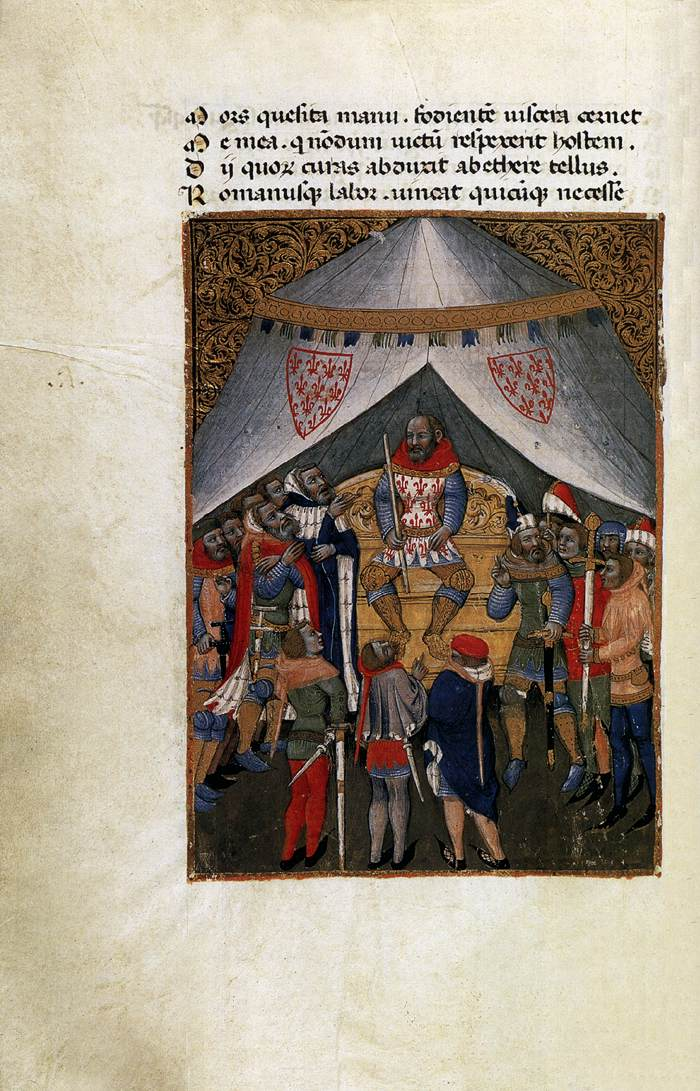
Niccolò da Bologna, Caesar de winnaar van de slag bij Pharsalia, Biblioteca Trivulziana, Milaan.

Niccolò da Bologna of voluit Niccolò di Giacomo da Bologna afkomstig uit Bologna was een Italiaanse miniaturist uit de 14e eeuw die actief was tussen 1349 en 1403.

## Biografische elementen
Hij werd geboren omstreeks 1325 als zoon van Giacomodi Nascimbene en stierf voor 1404. In een akte van 1404 werd hij als overleden vermeld.

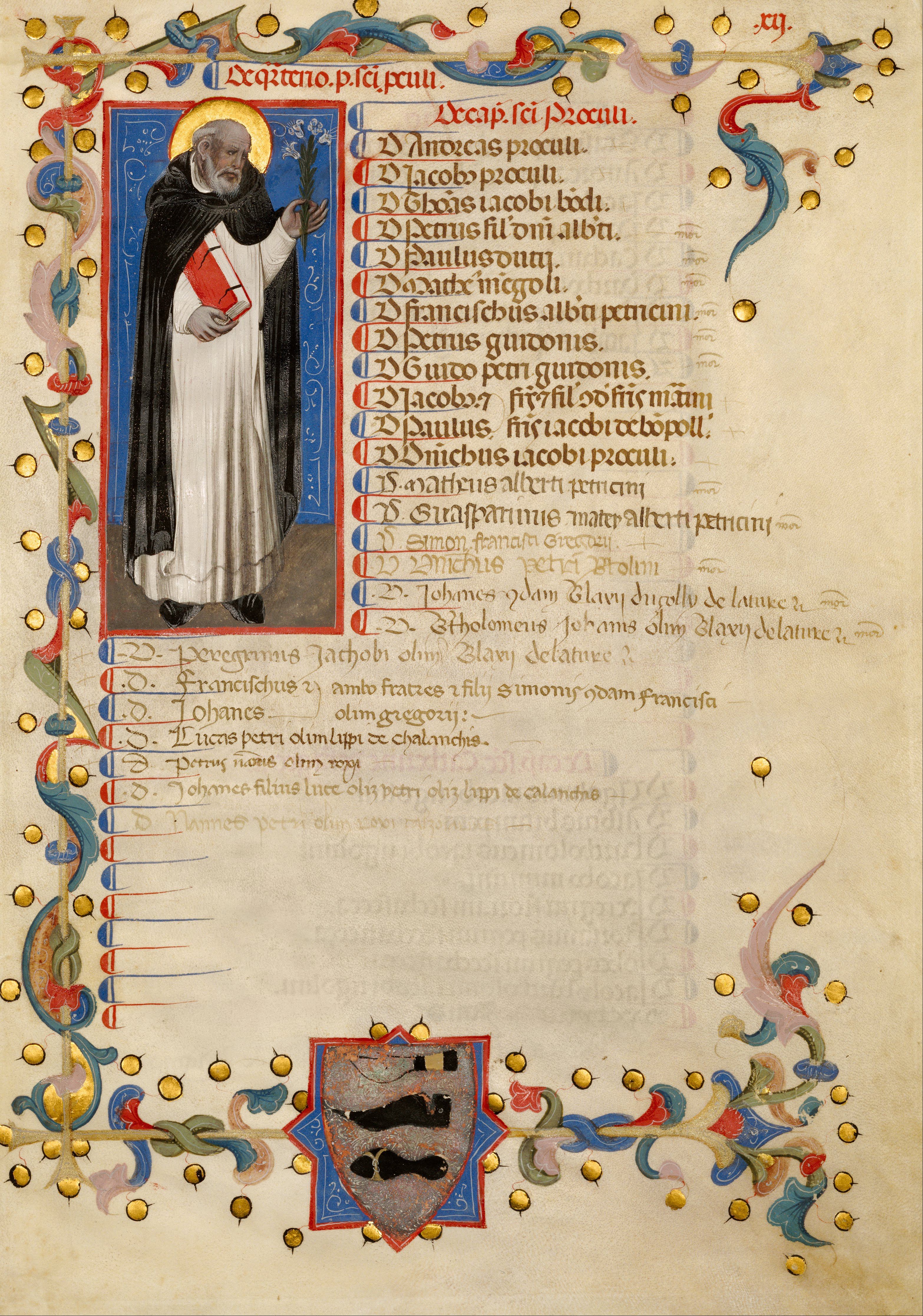
Niccolò da Bologna, De heilige Dominicus, los folium uit het register van de schoenmakers. Getty Center.

Niccolò da Bologna was een van de belangrijkste en meest productieve miniaturisten van de 14e eeuw. Hij startte zijn carrière met het verluchten van wetboeken, maar maakte daarna met zijn atelier de meest diverse producties: religieuze manuscripten, universitaire teksten, handschriften voor privédevotie, wereldlijke werken, poëzie en theater. Daarnaast maakte hij ook boeken voor de stadsadministratie, de gilden en andere corporaties, met statuten, reglementen en dergelijke meer.
Niccolò werd benoemd tot stadsschilder en werd belast met openbare ambten vanaf 1383 en zou uiteindelijk deel uitmaken van het stadsbestuur. Niccolò was financieel succesvol en bezat huizen en landerijen.

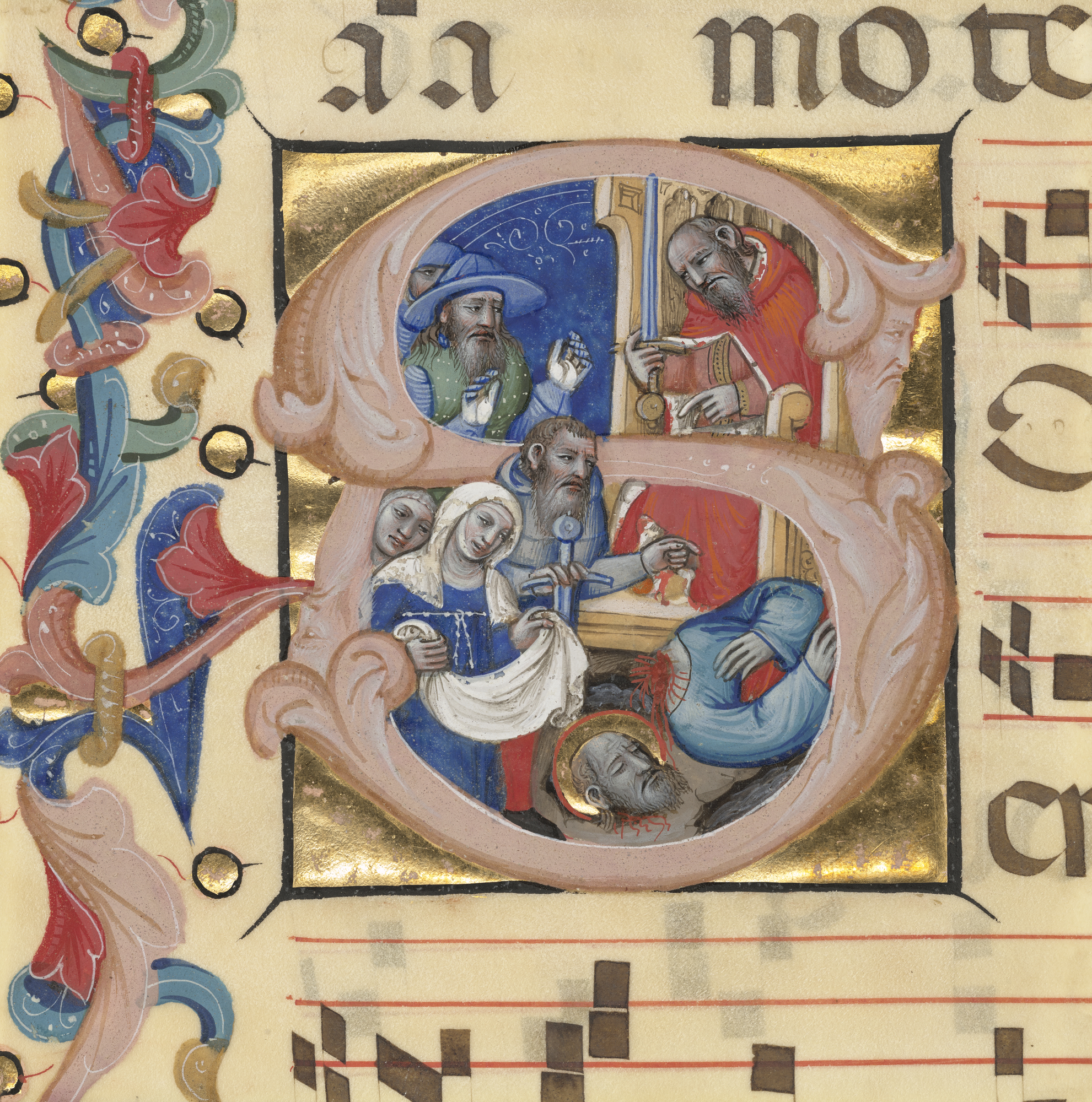
Niccolò da Bologna, Initiaal S, met de onthoofding van Sint Paulus en het mirakel van de sluier van Plautilla, los folium uit een graduale van het kartuizerklooster Santo Spirito bij Lucca. Getty Center.

## Opleiding
Zijn opleiding zou Niccolò gehad hebben in de groep rond de Meester van 1346. Niccolò zou de meester geassisteerd hebben in het “Compendio morale” (Parijs, BnF, lat. 6467) van Luca Mannelli tussen ca. 1346 en 1350 en met de “Metamorfoses van Apuleius” (Rome, Vaticaanse bibliotheek, Vat. Lat. 2194).

## Carrière
Een van de eerste werken van Niccolò da Bologna uit de jaren 1360 is de “Novella di Giovanni di Andrea” (Rome, Vaticaanse bibliotheek, Vat. lat. 2534) van omstreeks 1350. Twee folia die uit dit werk werden gesneden (Washington, Nat. Gall. of Art, B-22.225; Cambridge, Fitzwilliam Mus., 331; Ferguson, Stevens Schaff, Vikan, 1975, pp. 50-52) tonen de kenmerken die we in het latere werk van Niccolò zullen herkennen: geïndividualiseerde fysionomische trekken met “leeuwenmonden” (opgetrokken mondhoeken) en de wijde gewaden met brede vouwen die onderaan scherp geplooid zijn. Die kenmerken van zijn beeldtaal lijken ontleend aan het monumentale, sterk ritmische werk van Vitale da Bologna in de fresco’s van de Santa Apollonia in Mezzaratta (nu in de Pinacoteca Nazionale di Bologna). In feite toonde Niccolò dat hij zich kon meten met de voornaamste kunstenaars die in die periode in Emilia actief waren. Een andere bron voor zijn stijlontwikkeling was zijn samenwerking met zijn vriend Simone di Filippo, die gedocumenteerd is vanaf 1363. Hun vriendschap zal voortduren tot het overlijden van Filippo in 1399.
In een studie van 1907 van Ciaccio werden een aantal werken uit de grote catalogus van Niccolò da Bologna verzameld die door hun stijl naar een anonieme persoonlijkheid verwezen die aanvankelijk de pseudo-Niccoló werd genoemd en in 1950 werd herdoopt tot “l’illustratore”.

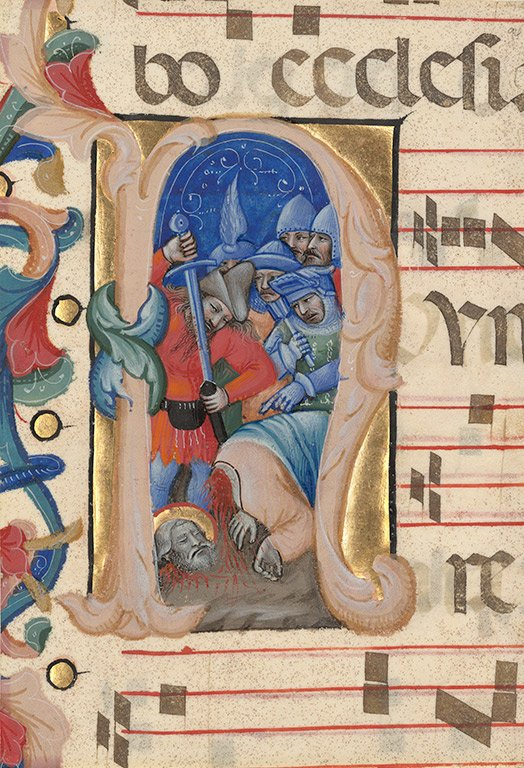
Niccolò da Bologna, Initiaal N met de onthoofding van Sint Paulus, los folium uit een graduale van het kartuizerklooster Santo Spirito bij Lucca. Getty Center.

## Werken
Hierbij enkele toegeschreven werken; de lijst is niet volledig.
- Decretalen met commentaren van Giovanni di Andrea, ca. 1353 (Vaticaanse Bibliotheek, Vat. lat. 1456, Rome)
- Lectura super tertio quarto et quinto Decretalium van Giovanni di Andrea, ca. 1354, (Vaticaanse bibliotheek, Vat. lat. 2534, Rome)
- Ledenregister van de kleermakers, ca. 1360, (Museo civico medievale, ms. 635, Bologna)
- Statuten van de kleermakers, ca. 1360, (Museo civico medievale, ms. 635, Bologna)
- Antifonarium van Modena ca. 1351, (Biblioteca Estense di Modena, lat. 1008).[4]
- Decretum Gratiani van Jena, ca. 1360, (Thüringer Universitäts- und Landesbibliothek, Jena, El. f. 51 C.)
- De bello pharsalico (de burgeroorlog) van Marcus Annaeus Lucanus, van 1373 (Biblioteca Trivulziana, 691, Milaan)
- Missaal van 1374 (Bayerische Staatsbibliothek, Lat. 10072, München)
- Tragedies van Seneca, (1395, Biblioteca Ambrosiana, C96, Milaan)
- Werken van Giovanni da Legnano, van 1376 (Vaticaanse bibliotheek, Vat. Lat. 2639, Rome).

- KulturNav: 7543d74d-1866-4daa-ba3c-d5146952e31c
- Nederlandse Thesaurus van Auteursnamen: 07467577X
- Virtual International Authority File: 281138344